# Informationsinfrastruktur
Informationsinfrastruktur ist die Gesamtheit der informations- und kommunikationstechnischen, -organisatorischen und -verarbeitenden Einrichtungen, die für das Funktionieren von Wirtschaft und Gesellschaft notwendig sind, aber nicht unmittelbar der Produktion oder der Erwirtschaftung von Gewinn dienen. Es handelt sich dabei um eine „Ermöglichungsstruktur für die Erzeugung, Verarbeitung und Verwendung von Informationen“.
Eine Informationsinfrastruktur bietet Basisleistungen, deren Bereitstellung im ursprünglichen Verständnis zu den hoheitlichen Aufgaben des Staates oder monopolistischer, staatsnaher Unternehmen (zum Beispiel Deutsche Bundespost) gehörte; zwar ist Infrastrukturpolitik noch immer ein zentrales Element des staatlichen Handelns, jedoch ist private Initiative und Wettbewerb heute zunehmend auch im Infrastrukturbereich vorzufinden.
Die Grundlage einer Informationsinfrastruktur bilden netzförmige Strukturen; es sind im Wesentlichen vier Komponenten der Netzinfrastrukturen zu unterscheiden:
- Telefonnetze (früher: Fernsprechnetz) – ein Vermittlungsnetz;
- Breitbandverteilnetze (auch: BK-Netz, Breitbandkabelnetz, Rundfunkverteilnetz)
- Datennetze – siehe Internet
- Funknetze – siehe Mobilfunk

## Politische Initiativen
- USA: National Information Infrastructure Task Force
- Europäische Union: Bangemann-Papier, Aktionsplan der Kommission
- Deutschland: Empfehlungen des Technologierates (1995), Bericht INfo 2000 der Bundesregierung (1996); Enquete-Kommission des Bundestags zum Thema Informationsgesellschaft und Zukunft
- Japan: Advanced information infrastructure